# Broktjärnen (Idre socken, Dalarna, 687655-135807)
Broktjärnen är en sjö i Älvdalens kommun i Dalarna och ingår i Dalälvens huvudavrinningsområde. Sjön har en area på 0,0386 kvadratkilometer och ligger 666 meter över havet.

## Delavrinningsområde
Broktjärnen ingår i det delavrinningsområde (687630-135669) som SMHI kallar för Ovan Lill-Fjätan. Medelhöjden är 705 meter över havet och ytan är 35,51 kvadratkilometer. Räknas de 42 avrinningsområdena uppströms in blir den ackumulerade arean 413,97 kvadratkilometer. Fjätan (Kölån) som avvattnar avrinningsområdet har biflödesordning 2, vilket innebär att vattnet flödar genom totalt 2 vattendrag innan det når havet efter 472 kilometer. Avrinningsområdet består mestadels av skog (70 procent) och sankmarker (19 procent). Avrinningsområdet har 0,04 kvadratkilometer vattenytor vilket ger det en sjöprocent på 0,1 procent.